# Brevipalpus verbenae
Brevipalpus verbenae är en spindeldjursart som beskrevs av Baker och James P. Tuttle 1987. Brevipalpus verbenae ingår i släktet Brevipalpus och familjen Tenuipalpidae. Inga underarter finns listade.